# كريسين تيم
كريسين تيم (بالألمانية: Christian Timm)‏ (27 فبراير 1979 بهيرتن في ألمانيا - ) هو لاعب كرة قدم ألماني في مركز الهجوم. شارك مع منتخب ألمانيا تحت 20 سنة لكرة القدم ومنتخب ألمانيا تحت 21 سنة لكرة القدم وفريق 2006 ‏ ومنتخب ألمانيا ب لكرة القدم ‏. أما مع النوادي، فقد لعب مع بوروسيا دورتموند 2 وبوروسيا دورتموند وغرويتر فورت ونادي كارلسروه ونادي كايزرسلاوترن ونادي كولن.

## وصلات خارجية
- كريسين تيم على موقع الاتحاد الدولي (مؤرشف)  (الإنجليزية)
- كريسين تيم على موقع قاعدة بيانات كرة القدم.إي يو (الإنجليزية)
- كريسين تيم على موقع بيانات كرة القدم. دي إي (الألمانية)
- كريسين تيم على موقع Soccerway.com (الإنجليزية)
- كريسين تيم على موقع عالم كرة القدم.نت (الإنجليزية)